# Hebbia
Hebbia — американская ИТ-компания, разработчик одноимённой поисковой системы на базе искусственного интеллекта для корпоративного использования. Штаб-квартира компании находится в Нью-Йорке. В 2024 году вошла в первую десятку составленного журналом Forbes рейтинга самых перспективных частных компаний в области ИИ «AI 50».

## История
Компания создана в 2020 году в США выпускником Стэнфордского университета Джорджем Сивулкой. Один из самых молодых докторов компьютерных наук в Америке, он в 23 года оставил докторантуру в Стэнфорде, чтобы сосредоточиться на создании новой системы корпоративного поиска, и основал Hebbia, где занял позицию генерального директора. В 2024 году Forbes включил Сивулку в рейтинг «30 uder 30», где были собраны тридцать самых молодых руководителей технологических стартапов в Северной Америке.
В сентябре 2022 года Hebbia провела первый инвестиционный раунд, по итогам которого привлекла финансирование в размере 30 млн долларов, а её оценочная стоимость достигла 136 млн долларов. В числе участников раунда были венчурные компании Index Ventures и Radical Ventures, а также частные инвесторы Джерри Янг, соучредитель компании Yahoo!, и Ракель Уртасун — соучредитель компании Waabi Innovation, профессор Университета Торонто и бывший руководитель исследований ИИ в Uber.
В июне-июле 2024 года компания провела ещё один инвестиционный раунд, собрав около 130 млн долларов и повысив свою оценочную стоимость до 700 млн долларов. В числе основных инвесторов были венчурные компании Andreessen Horowitz, Index Ventures и Google Ventures (подразделение Google).

## Продукция
Флагманский продукт компании — интерфейс искусственного интеллекта Matrix. Технология позволяет увеличить скорость работы с большими объёмами данных, помогает пользователю быстрее находить, извлекать, структурировать и анализировать информацию, упрощает работу с документами. Первое время основными клиентами Hebbia были управляющие и инвестиционные компании, банки, хедж-фонды и другие организации финансовой сферы. В дальнейшем разработка нашла применение в студенческой и научной среде, юридической сфере, фармацевтической промышленности.
Основные функции Hebbia:
- автоматизация процессов, что даёт возможность до 10 раз ускорить работу, за счёт устранения повторяющиеся рутинных задач;
- анализ и извлечение информации из различных типов документов, включая текстовые документы, изображения, таблицы и т. д.; обработка сложных документов с вложенным контентом;
- бесшовная интеграция данных из различных источников (внутренних и внешних), включая корпоративные базы данных, публичные репозитории, финансовую и бухгалтерскую документацию;
- расширенные возможности поиска для извлечения конкретной информации из огромных объёмов данных;
- управление данными за счёт организации и категоризации информации.